# Ugo Dell'Ara
Ugo Dell'Ara (Roma, 13 aprile 1921 – Marino, 16 gennaio 2009) è stato un ballerino e coreografo italiano.

## Biografia
Nato a Roma nel 1921, Ugo Dell'Ara ha iniziato a muovere i primi passi nel mondo della danza nella scuola del Teatro Reale dell'Opera di Roma insieme alla sorella Lia, studiando con gli ultimi maestri della "scuola italiana" Ettore Caorsi e Nicola Guerra. Debutta nel febbraio del 1939, a soli 17 anni, ne "La Giara" di Aurel Milloss accanto ad Attilia Radice e nel luglio dello stesso anno, subito dopo il diploma, si esibisce come primo ballerino ufficiale in Coppelia. Nel 1940 diventa primo ballerino stabile dell'Opera di Roma.
Entra a far parte del Corpo di Ballo del Teatro alla Scala di Milano nel 1946, di cui diviene primo ballerino, e nel 1947 ne assume la direzione per sede vacante. Qui conosce la sua futura moglie, Wanda Sciaccaluga, anch'essa ballerina. Durante una breve pausa dal teatro scaligero, realizza una fortunata versione de "Carosello napoletano", presentata anche con una tournée di grande successo in Sud America nel 1950 (Buenos Aires, Rio De Janeiro, San Paolo, Montevideo). Da questa versione Leonide Massine ha preso spunto per le coreografie dell'omonimo film. Viene nominato coreografo del Teatro alla Scala e direttore del Corpo di Ballo per una durata di 7 stagioni (dal 1952 al 1959). Nel 1953 fonda con il regista Sergio Spina, Piero Santi e Roberto Leydi la prima rivista italiana dedicata alla danza: "Il Cigno", l'esperienza però durerà appena un anno, dopo il terzo numero. Nel 1955 fonda, insieme a Mario Porcile, il Festival di Nervi, che ospita personalità della danza del calibro di Alicia Markova, Yvette Chauviré, Margrete Schanne e dove debutta anche una giovanissima Carla Fracci. Negli stessi anni è coreografo per la Rai.
Nel 1959 fonda la Compagnia del Balletto Italiano a cui prendono parte, tra gli altri, i suoi allievi Paolo Bortoluzzi, Vittorio Biagi, Antonietta Davisio, Olga Amati e Giuliana Barbaraschi. Diversi gli spettacoli in tutta Italia.
Nel 1960 viene scritturato come direttore del corpo di ballo del Teatro San Carlo di Napoli per cinque stagioni. Passa al Teatro Massimo di Palermo nel 1964 (poi al Teatro Politeama della stessa città) come coreografo e direttore del corpo di ballo per ben 11 stagioni ed è con la sua direzione che si forma la compagnia di ballo stabile del Teatro. Fra gli allestimenti più importanti di quegli anni sono da ricordare: La Giara di Casella (1964), Rapsodia in blu di Gershwin (1965), Robert il diavolo di Meyerbeer (1966), Il ritratto di don Chisciotte di Petrassi (1967), L'uccello di fuoco di Stravinskij. Nello stesso teatro fonda insieme alla moglie Wanda Sciaccaluga una scuola di ballo (sezione della Scuola di Avviamento al Teatro lirico, già esistente), attiva fino ai primi anni '80, che ha formato numerosi ballerini e ballerine del capoluogo siciliano.
Nel 1967 firma le coreografie dello storico e fortunato Ballo Excelsior (creato da Luigi Manzotti nel 1881) che debutta il 26 giugno in occasione del 30º Maggio Musicale Fiorentino con Ludmilla Tcherina nel ruolo della Luce, Ugo Dell’Ara l'Oscurantismo, Carla Fracci nel ruolo della Civiltà ed Attilio Labis nel ruolo dello Schiavo. Il balletto è stato rimesso in cartellone al Teatro alla Scala nel 1974, nel 1978, nel 1999, nel 2000 per festeggiare l'arrivo del nuovo millennio (con Roberto Bolle, Massimo Murru e Isabel Seabra) e nel 2015 in occasione di Expo, ma anche in altri teatri e palcoscenici italiani tra cui le Terme di Caracalla, il Teatro dell’Opera di Roma, il San Carlo di Napoli, il Teatro Regio di Torino, il Teatro Carlo Felice di Genova e l’Arena di Verona. Nel 2001, l'edizione scaligera della stagione 1999-2000 è stata allestita all'Opéra Garnier di Parigi dove ha ottenuto uno strepitoso successo.
Dopo un breve periodo in Sud America, nel 1980 torna alla direzione del corpo di ballo del Teatro San Carlo di Napoli fino al 1984. Sempre nel 1980 ha fondato, assieme a Giuseppe Urbani e Giancarlo Vantaggio la compagnia Balletto 80.
Scopritore di talenti tra cui Carla Fracci, Paolo Bortoluzzi, Vittorio Biagi, e Riccardo Duse, tra le sue opere più famose, oltre alle coreografie del Ballo Excelsior, vi sono La Giara, La Lampara, L'Urlo, Capricci. Ha collaborato con innumerevoli personalità del mondo dell'arte e dello spettacolo tra cui Carlo Carrà, Luciano Chailly, Franco Donatoni, Renato Guttuso e Aligi Sassu, per citarne alcuni.
L'opera artistica di Ugo Dell'Ara è sempre stata orientata ad avvicinare il grande pubblico alla grandezza della "scuola italiana", come dimostra anche la sua traduzione e pubblicazione nel 1965 del Trattato elementare di danza (Traité Elémentaire, Théorique et Pratique de l'Art de la Danse) del grande teorico ottocentesco italiano Carlo Blasis. Nel corso della sua vita ha inoltre fondato e lanciato numerose scuole di danza tra Milano, Genova, Palermo, Lanuvio e Genzano.

## Opere principali
- 1950: Caroselo napoletano
- 1958: Lampara
- 1959: Storia per Tre Personaggi
- 1959: Il Cappio
- 1959: Omaggio alle Regine
- 1959: Viaggio di Nozze
- 1960: La Maschera della Morte Rossa tratto dall'omonimo racconto di E.A. Poe
- 1964: Sembianze
- 1966: Stress
- 1967: Gran Ballo Excelsior
- 1969: Drakon
- 1970: Toh! Guarda!
- 1970: L'Ultimo Don Giovanni
- 1970: Es
- 1970: L'Urlo
- 1971: Viaggio della Dea Inanna nel Regno della Sorella Ereskigal
- 1972: Coppelia
- 1973: Bergkristall
- 1977: Fragmentation
- 1977: Passacaglia

## Filmografia

### Attore
- 1848 , regia di Dino Risi - cortometraggio (1949)
- Il giudizio universale, regia di Vittorio De Sica (1961)

### Coreografo
- Il giudizio universale, regia di Vittorio De Sica (1961)

## Televisione
- Voulez-vous jouer avec moi?, regia di Franco Enriquez - film TV (1954)
- Pulcinella affamato in Palestina (1956) - coreografo, ballerino
- La Fantarca, regia di Vittorio Cottafavi - film TV (1966)
- Bottega Fantastica (1975) - coreografo
- I 7 peccati capitali dei piccolo borghesi - coreografo, ballerino
- Stress - coreografo